# Gremlins 2 : La Nouvelle Génération
Pour les articles homonymes, voir Gremlin (homonymie).
Série
Gremlins
(1984) Gremlins
(2023)
Pour plus de détails, voir Fiche technique et Distribution.
Gremlins 2 : La Nouvelle Génération (Gremlins 2: The New Batch) est un film américain réalisé par Joe Dante et sorti en 1990. Il s'agit de la suite de  Gremlins, sorti en 1984.

## Synopsis
Billy et Kate habitent maintenant New York. Billy retrouve son mogwai Gizmo, à la suite de la mort de M. Wing, dans un laboratoire de recherche génétique dans le bâtiment où il travaille. Le réparateur de fontaines à eau ayant mouillé par erreur Gizmo, celui-ci donne naissance à une nouvelle génération de mogwais qui se transformeront vite en Gremlins, avant de partir à l'assaut d'un gratte-ciel de haute technologie, et utiliseront les ressources surprenantes d'un laboratoire de génétique. Les Gremlins tenteront ainsi d'envahir New York.

## Fiche technique
Sauf indication contraire, les informations mentionnées dans cette section peuvent être confirmées par la base de données cinématographiques IMDb,  présente dans la section « Liens externes ».
- Titre original : Gremlins 2: The New Batch
- Titre français : Gremlins 2, la nouvelle génération
- Réalisation : Joe Dante
- Scénario : Chris Columbus et Charles S. Haas
- Musique : Jerry Goldsmith
- Direction artistique : Joseph P. Lucky
- Décors : James H. Spencer et John H. Anderson
- Costumes : Rosanna Norton
- Photographie : John Hora
- Son : Ken King
- Montage : Kent Beyda
- Production : Michael Finnell
  - Coproducteur : Rick Baker
  - Producteurs délégués : Steven Spielberg, Frank Marshall et Kathleen Kennedy
- Sociétés de production : Amblin Entertainment et Warner Bros.
- Sociétés de distribution : Warner Bros. (France, États-Unis)
- Budget : 50 000 000 $ (estimation)[1]
- Pays de production :  États-Unis
- Langue originale : anglais
- Format[2] : couleur (Technicolor) - 35 mm - 1,85:1 - son Dolby SR
- Genre : comédie horrifique, fantastique
- Durée : 106 minutes
- Dates de sortie[3] :
  - États-Unis : 15 juin 1990
  - France : 22 août 1990
- Classification (MPAA)[4] :  PG-13 (Accord parental recommandé, film déconseillé aux moins de 13 ans)
- Classification : Tous publics en France (visa d'exploitation no 74269 délivré le 16 août 1990)[5],[a]

## Distribution
- Zach Galligan (VF : Luq Hamet / VQ : Gilbert Lachance) : William « Billy » Peltzer
- Phoebe Cates (VF : Michèle Lituac / VQ : Geneviève De Rocray) : Kate Beringer
- John Glover (VF : Michel Papineschi / VQ : Hubert Gagnon) : Daniel Clamp
- Robert Prosky (VF : Jean-Pierre Delage / VQ : Jean-Paul Dugas) : Grand-père Fred
- Robert Picardo (VF : Roland Timsit / VQ : Alain Zouvi) : Forster, le chef de la sécurité
- Christopher Lee (VF : Gabriel Cattand / VQ : Léo Ilial) : Dr Catheter
- Haviland Morris (VF : Marie-Laure Beneston / VQ : Marie-Andrée Corneille) : Marla Bloodstone
- Dick Miller (VF : Serge Lhorca / VQ : Hubert Fielden) : Murray Futterman
- Jackie Joseph (VF : Claude Chantal / VQ : Béatrice Picard) : Sheila Futterman
- Kathleen Freeman (VF : Michèle Bardollet / VQ : Yolande Roy) : Marge Microwave
- Gedde Watanabe (VF : Philippe Peythieu / VQ : Jacques Lavallée) : M. Katsuji
- Keye Luke (VF : Jean Michaud / VQ : Vincent Davy) : M. Wing
- Tony Randall (VF : Richard Darbois / VQ : Yves Corbeil) : Brain, le Gremlin doué de parole
- Don Stanton (VF : Philippe Peythieu) : Martin, l'assistant jumeau
- Dan Stanton (VF : Philippe Peythieu) : Lewis, l'autre assistant jumeau
- Shawn Nelson (en) (VF : Georges Caudron) : Wally, le scientifique
- Julia Sweeney (VF : Véronique Alycia) : Peggy, la secrétaire enrhumée
- Raymond Cruz (VF : Serge Faliu) : le livreur
- John Astin (VF : Claude Joseph) : le technicien qui répare l’évier
- Page Hannah (VF : Martine Meiraghe) : la première guide touristique du Complexe Clamp
- Leslie Neale (de) (VF : Ginette Pigeon) : Frances, une technicienne de la salle de contrôle
- Diane Sainte-Marie (VF : Ginette Pigeon) : la journaliste TV devant la boutique de M. Wing
- Kristi Witker (VF : Ginette Pigeon) : la présentatrice TV au bar du building
- Eric Shawn (en) (VF : Vincent Violette) : le journaliste TV devant le building
- Heidi Kempf (VF : Véronique Augereau) : la journaliste TV devant le building
- Neil Ross (VF : Pierre Hatet) : l'annonceur vocal (ascenseurs, toilettes, alerte incendie)
- Henry Gibson : l'employé viré pour avoir fumé
- Jeff Bergman (VF : Guy Piérauld) : Bugs Bunny (voix)
- Jeff Bergman (VF : Patrick Guillemin et Emmanuel Jacomy) : Daffy Duck (voix)
- Leonard Maltin (VF : Bernard Lanneau) : lui-même
- Hulk Hogan (VF : Jean-Paul Richepin / VQ : Ronald France) : lui-même (scène exclusive au cinéma)
- Sylvester Stallone (VF : Philippe Peythieu) : John Rambo (images d'archives extraites de Rambo 2 : La Mission)
- Jerry Goldsmith (VF : Guy Chapellier) : un des clients de la chaîne de restauration de l'immeuble (caméo)
- John Capodice : chef des pompiers

## Production

### Genèse et développement
Après le succès commercial de Gremlins (1984), Warner Bros. demande à Joe Dante de faire d'emblée une suite. Le réalisateur refuse car selon lui le film possède une véritable fin et qu'une suite serait inutile. Le studio développe alors cette suite avec d'autres cinéastes et scénaristes. Plusieurs idées sont donc envisagées, comme celles de situer l'intrigue à Las Vegas ou sur Mars. Cependant, aucune version ne se concrétise. Le studio se tourne à nouveau vers Joe Dante. Ce dernier accepte finalement la proposition, à condition d'avoir une liberté créative et un budget trois fois plus gros que le premier film. Joe Dante développe alors son film qu'il présentera ensuite comme « l'un des films de studios les plus non conventionnels de l'histoire ». Il pense ce film comme une satire du premier film et des suites en général. C'est le scénariste Charlie Haas qui a l'idée de délocaliser l'histoire à New York. Le studio est alors effrayé à l'idée de scènes dans toute la ville. Le scénario est alors revu pour concentrer l'histoire dans un building. Joe Dante et son scénariste s'amusent à inclure des métaréférences et inside jokes, notamment avec l'apparition du journaliste Leonard Maltin, qui avait écrit une critique négative du premier film. Le réalisateur Paul Bartel fait une apparition en tant qu'exploitant de la salle de cinéma qui proteste « Je ne suis pas réalisateur ! ». Le compositeur de la musique du film, Jerry Goldsmith, fait une apparition. Il fait partie des clients d'une chaîne de restauration rapide qui demande s'il y a un rat dans les plats.

### Tournage
Le tournage a lieu à Manhattan (notamment à Times Square, le gratte-ciel 101 Park Avenue), dans les Warner Bros. Studios de Burbank, à Los Angeles.

## Bande originale
- Gremlins 2: The New Batch - Original Motion Picture Soundtrack (31 août 1990), de Jerry Goldsmith. Label : Varese Records.

1. Just You Wait
2. Gizmo Escapes
3. Leaky Faucet
4. Cute…
5. Pot Luck
6. The Visitors
7. Teenage Mutant Gremlins
8. Keep It Quiet
9. No Rats
10. Gremlin Pudding
11. New Trends
12. Gremlin Credits

Lors de la scène de transformation du chef gremlin, on entend la chanson Angel of Death du groupe Slayer.

## Accueil

### Critique
Le film reçoit un accueil plutôt favorable de la part des critiques, recueillant 71 % de critiques positives, avec une note moyenne de 6,7/10 et sur la base de 66 critiques collectées, sur le site agrégateur de critiques Rotten Tomatoes.

### Box-office
Le film est un échec commercial dans les salles en Amérique du Nord, rapportant environ 41 482 000 $ au box-office pour un budget de 50 000 000 $. En France, le film obtient un certain succès, où il réalise 2 391 391 entrées et y devient un film culte pour toute une génération.

## Distinctions
Aux Saturn Awards 1991, Gremlins 2 : La Nouvelle Génération est nommé dans six catégories mais ne remporte aucun prix : meilleur film fantastique, meilleur acteur dans un second rôle pour John Glover et Robert Picardo, meilleure réalisation pour Joe Dante, meilleure musique pour Jerry Goldsmith et meilleurs effets spéciaux.

## Différentes versions
La séquence de la scène coupée par les gremlins a connu deux versions :
- Pour la sortie au cinéma, la pellicule est fondue puis deux gremlins apparaissent devant l'écran blanc. Par la suite, des spectateurs viennent se plaindre auprès de l'exploitant de salle. Quant au projectionniste, il sort de la cabine et jette l'éponge. L'exploitant pénètre dans la salle pour trouver le catcheur Hulk Hogan et supplier ce dernier de demander aux gremlins de remettre la projection du film. Cette séquence est également présente pour la version DVD et en VOD[14].
- Pour la télévision, l'image se déforme avant d'être coupée complètement pour donner une image parasitée. Les deux mêmes gremlins apparaissent à travers les parasites. Par la suite, divers programmes télévisés s'enchaînent puis l'on voit des gremlins se retrouvant en plein western avec John Wayne qui leur ordonne de quitter son ranch. Arrive alors une séquence de fusillade entre le « Duke » et des gremlins hors-la-loi (à partir d'images extraites des Cordes de la potence). Wayne parvient à tuer tous les gremlins. Cependant, la télévision ne diffuse plus cette séquence et n'est uniquement présente que dans les bonus DVD[14]. Ainsi, l'apparition de Hulk Hogan n'est visible que dans la version sortie en salles.

## Clins d’œil
- La chaine de télévision CCN (Clamp Cabled Network) est une allusion à la chaîne de télévision CNN.

Comme dans le premier film, de nombreux passages de Gremlins 2 font référence à d'autres films ou à des personnalités réelles ou inventées.
- Donald Trump : le milliardaire Daniel Clamp, propriétaire d'un gigantesque building à Manhattan, est une caricature de l'homme d'affaires qui deviendra le 45e Président des États-Unis, 26 ans plus tard[15].
- Gremlins (1984) : le critique de cinéma Leonard Maltin, dans son propre rôle, se fait attaquer par les gremlins alors qu'il intervient dans une émission de télévision pour faire une critique très négative du premier film.
- E.T., l'extra-terrestre (1982) : avec une paire de ciseaux démesurée la main d'un gremlin sectionne un fil de téléphone pendant que l'on entend sa voix rauque dire : « Téléphoner maison ? Nooon ».
- Rambo 2 : La Mission (1985) : après avoir vu un extrait du film, Gizmo décide, plus loin dans le film, de se transformer en petit Rambo avec le fameux bandeau rouge et un arc lui tenant lieu d'arme.
- Batman (1989) : lorsque le gremlin chauve-souris s'échappe du laboratoire, il défonce le mur en s'envolant à l'extérieur. Le trou en résultant a la forme de l'insigne de Batman.
- Le Fantôme de l'Opéra : un gremlin se fait asperger le visage d'acide ; à partir de ce moment, il porte un masque (un « loup », plus précisément). Plus tard, alors qu'il joue de l'orgue, un autre gremlin lui enlève son masque.
- Le Magicien d'Oz (1939) : à l'instar de la Sorcière de l'Ouest, un des gremlins fond en dégoulinant au sol comme une infâme gelée verte sous son chapeau conique noir et hurle : « Je fonds !! Je fonds !! Oh mais quel monde !! ». Un concept  par ailleurs déjà utilisé deux ans plus tôt pour la fin du juge Demort dans Qui veut la peau de Roger Rabbit.
- Alice au pays des merveilles (1951) : les deux assistants jumeaux du laboratoire ont sur leur blouse des noms similaires à Tweedle Dee et Tweedle Dum inscrits.
- La Malédiction de la veuve noire (1977) : Mohawk, le gremlin devenu araignée (et la façon dont celle-ci meurt immolée quelques minutes plus tard par un projectile incendiaire) est clairement une allusion à l'araignée géante du téléfilm de Dan Curtis, très populaire en son temps et devenu un classique de l'horreur.
- King Kong (1933) : peu après le début du film, dans le bureau de Billy, Kate trouve un des nouveaux mogwai qui est assis en haut d'une grande maquette de gratte-ciel. Juste au-dessus, se trouve un mobile d'enfant qui représente des biplans en vol.
- Casablanca (1942) : dans le hall, un haut-parleur détaille le programme des émissions du soir : « Ce soir, sur la chaîne câblée de cinéma Clamp, ne manquez pas' CASABLANCA. Présenté en couleur, avec une fin heureuse ! »
- Marathon Man (1976) : Billy est ligoté sur une chaise de dentiste par Daffy, le gremlin foldingue survolté aux yeux tournant indépendamment dans tous les sens. Celui-ci s'apprête à lui faire subir une torture en lui fraisant une dent sans anesthésie. Les yeux tournant dans tous les sens, il s'écrie plusieurs fois C'est sans danger ?.
- SOS Fantômes : Dans la gigantesque fiesta des gremlins, l'un d'eux est revêtu d'un tee-shirt décoré d'un logo totalement inspiré de SOS Fantômes.
- Groucho Marx : au même endroit, un des gremlins est grimé en Groucho.
- Dracula : Du début à la fin, Fred est habillé dans le célèbre costume du comte de Dracula.
- Le Cauchemar de Dracula : Après avoir bu une potion dans le laboratoire, un gremlin se voit pousser des ailes de chauve-souris, sous le regard apeuré du docteur Catheter, alors qu'on entend de l'orgue en fond sonore. Or le docteur est joué par Christopher Lee dont le premier succès au cinéma était « Le Cauchemar de Dracula ».
- Une fille comme ça : le touriste japonais répond à Fred : « Je suis une caméra ! ».
- L'Aventure intérieure (1987) : dans un couloir où Kate circule d'un pas rapide, des panneaux de portes annoncent Vectorscope Labs et Dr Quatermass.
- Looney Tunes : le film inclut des séquences de dessins animés des Looney Tunes, en premières images avant le générique de début et dans le générique final, avec Daffy Duck, Bugs Bunny, Porky Pig. Par ailleurs, le mogwai foldingue survolté que Kate prend pour Gizmo au début du film se nomme Daffy.
- Un des Gremlins se fait tatouer sur le torse le logo Warner Bros., société qui distribue le film.
- Alvin et les Chipmunks : lors de la scène où Billy emmène Gizmo hors du laboratoire, il crée une diversion en libérant deux singes appelés Theodore et Alvin.

Par ailleurs, de nombreux extraits d'autres films passent sur des écrans de télévision à divers moments de Gremlins 2 (liste non exhaustive) :
- Octaman (1971) de Harry Essex : Une des scènes en noir et blanc présentées par Fred est un extrait de ce film.
- La vie est belle (1946) : Dans son bureau où il s'ennuie à mourir, le Président Clamp a quelques écrans de télévision encastrés dans le mur. Sur l'un d'eux passe une scène culte de La vie est belle.
- Blanche-Neige et les Sept Nains (1937) : Tout comme dans la salle de cinéma dans le premier Gremlins, les deux ou trois cent « sales bestioles surexcitées » devant l'écran de cinéma exigent de voir le dessin animé Blanche-Neige de Walt Disney en lieu et place du film Gremlins, qu'ils considèrent tous comme un navet.
- Chisum (1970) : Les gremlins attendent le passage de Blanche-Neige après avoir interrompu la projection de Gremlins, mais ce sont des courtes scènes de quelques secondes de Chisum avec John Wayne qui défilent à l'écran.
- Le Monstre des temps perdus (1953) : Les deux gremlins, Lenny et George, regardent ce film en noir et blanc sur une console vidéo.

## Projets de remake et suite
Un projet de reboot avait été annoncé pour 2015. Mais, Warner Bros. a fait marche arrière en 2015 voulant apporter une vraie suite. Le script a été écrit et terminé par Chris Columbus, scénariste du premier film, en août 2017.
Gremlins 3 demeure en développement chez Warner Bros.. En parallèle, une série d'animation préquelle, Gremlins: Secrets of the Mogwai, est diffusée en 2023.